# Alberto Undiano Mallenco
 (mars 2014).
Si vous disposez d'ouvrages ou d'articles de référence ou si vous connaissez des sites web de qualité traitant du thème abordé ici, merci de compléter l'article en donnant les références utiles à sa vérifiabilité et en les liant à la section « Notes et références ».
Alberto Undiano Mallenco né le 8 octobre 1973 à Pampelune en Espagne, est un arbitre espagnol de football. 
Il est sélectionné pour officier durant la Coupe du monde de football de 2010 dont il arbitre les matchs suivants :
- Allemagne – Serbie (1er tour) le 18 juin 2010 ;
- Pays-Bas – Slovaquie (huitièmes-de-finale) le 28 juin 2010.

Il est également sélectionné pour arbitrer la toute nouvelle compétition européenne : la Ligue des nations de l'UEFA durant l'édition 2018-2019.
Le 25 mai 2019, il arbitre son dernier match lors de la finale de la Ligue des nations entre le Portugal et les Pays-Bas.

## Distinction personnelle
- Prix Don Balón de meilleur arbitre de la Liga : 2005 et 2007.
- Silbato de oro de Primera División : 2006.
- Trofeo Guruceta : 2007 et 2010.
- Trofeo Vicente Acebedo : 2009 et 2010.